# レボ・モティバ
レボガング・モティバ（アフリカーンス語: Lebogang Mothiba、1996年1月28日 - ）は、南アフリカ共和国のサッカー選手。南アフリカ共和国代表。ポジションはFW。

## クラブ歴
リールの下部組織出身。2016年7月にリーグ・アンに所属するトップチームに3年契約で加入。2017年に2年契約でリーグ・ドゥのヴァランシエンヌFCに期限付き移籍したが、ヴァランシエンヌでの活躍が目覚ましくリールに呼び戻された。リール帰還後は2017-18シーズンの14試合5得点の結果を残し、最終節のディジョンFCO戦での得点はリールの残留を決める一点となった。
2018年8月31日にリールの資金難もありRCストラスブールに400万ユーロで売却、買戻しオプションと次の移籍の50%がリールに入る条項もつけられた。

## 代表歴
U-23代表としてリオデジャネイロオリンピックに出場。
2018年3月21日に行われた4カ国国際大会2018のアンゴラ代表戦でA代表初出場初得点。

## 個人成績
2018年9月1日現在
| No | 日附          | 場所                                   | 対戦相手 | 得点 | 結果        | 大会              |
| -- | ------------- | -------------------------------------- | -------- | ---- | ----------- | ----------------- |
| 1. | 2018年3月21日 | ンドラ・レヴィ・ムワナワサ・スタジアム | アンゴラ | 1–1  | 1–1 (5–3 p) | 4カ国国際大会2018 |
| 2. | 2018年3月24日 | ンドラ・レヴィ・ムワナワサ・スタジアム | ザンビア | 2–0  | 2–0         | 4カ国国際大会2018 |